# Опсада Беча (1485)
Опсада Беча 1485. године део је Аустријско-угарског рата (1477—1488). Мађари, под вођством Матије Корвина, опсели су град јануара 1485. године. Опсада је трајала до јуна месеца, када град пада у руке Мађара.

## Опсада
Опсада Беча вођена је током Аустријско-угарског рата (1477—1488). Беч се 1483. и 1484. године нашао одсечен од Светог римског царства, јер су сва одбрамбена упоришта концентрисана око града (Корнеубург, Брук, Хаинбург, Каизерберсдорф), пала у руке Мађара. Једна од најзначајнијих битака била је она код Лицерсдорфа, која је и омогућила Мађарима да следеће године предузму опсаду Беча. Град је погођен глађу, услед немогућности да се дотуре намирнице, али је Фридрих III успео да дотури одређен број животних намирница граду помоћу 16 бродова преко Дунава. Матија је 15. јануара позвао град да се преда, али је капетан Вулфесторф одбио да то учини, у нади да ће царске снаге стићи на време. Блокада је већ била потпуна у време битке код Каизерберсфорфа, где је на Матију покушан атентат. Матија је оптужио Јарослава фон Босковица и Чернахора, брата капетана плаћеника Тобијаса фон Босковица, да су подмићени да убију краља. Јарослав је погубљен без шансе да се брани. Тобијас је, након убиства његовог брата, прешао на страну Фридриха III. Он је 1490. године поново покушао да освоји територије користећи се смрћу Матије Корвина. Победа Мађара код Каизерберсдорфа окончала је и опсаду Беча. Град се средином 1485. године предао. Матија је 1. јуна тријумфално ушао у град. То је уједно и највећи успех његове спољне политике. По заузећу Беча, Мађари су контролисали читаву Горњу Аустрију која је у саставу Угарске остала до Матијине смрти 1490. године.